# Musique asiatique

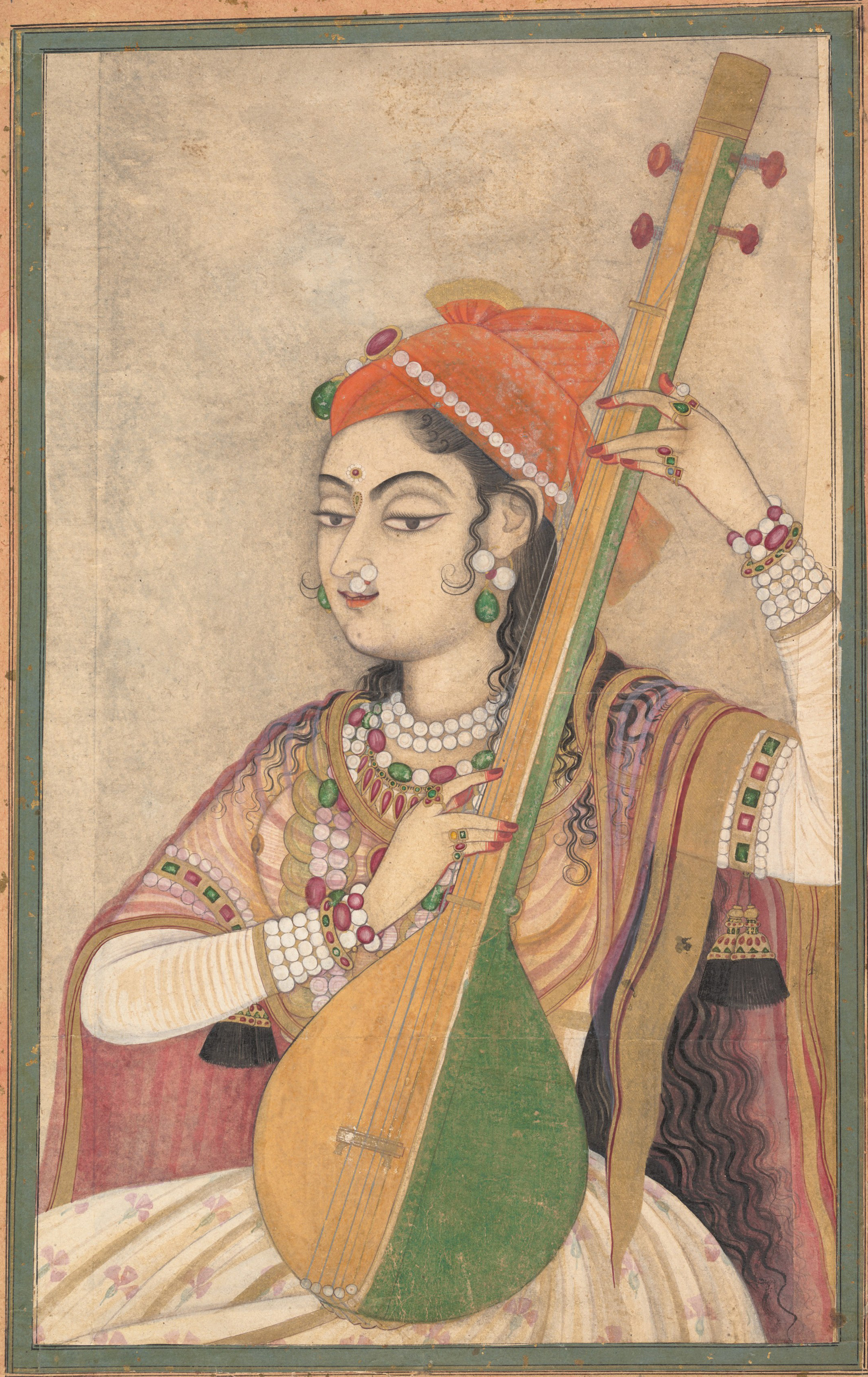
Femme du Rajasthan jouant du tanpura, vers 1735.

La musique asiatique se caractérise par son ancienneté, sa richesse, ses systèmes musicaux complexes, ses traditions orales encore très vivaces et son instrumentation profuse. On peut la diviser en trois aires liées à des grands groupes religieux : musulmans, hindouistes et bouddhistes.
Le groupe musulman comprend les mondes arabes, persans et turcs. La musique y est codifiée selon des traités savants qui font état des règles à suivre pour l'élaboration et l'interprétation des maqâmat ou dastgâhs. Le corpus est limité à un répertoire.
Le groupe bouddhiste comprend les mondes chinois, coréen, japonais, mongol, thaï, birman, vietnamien, laotien, cambodgien, etc. Les traités savants délimitent ici une échelle (souvent pentatonique), mais pas son interprétation. Le répertoire est varié.
À la confluence des deux se situe le monde indien, hindouiste mais aussi musulman et bouddhiste. Il se prolonge dans le monde indonésien. La musique y est aussi codifiée depuis des siècles par des traités savants sur les râgas. Le corpus est limité à un répertoire, ou plutôt deux selon la scission hindoustanie et carnatique.
La pratique de cette musique asiatique est très souvent liée à la dévotion, mais il existe aussi une vaste tendance à l'agrément, notamment celui des Cours royales. Des ensembles ou des artistes étaient ainsi dévoués aux services et aux fastes de souverains mécènes.
L'instrumentation est profuse avec bien des cordophones, des aérophones, et des membranophones parmi les plus complexes, témoignant des qualités des artisans. Le monde bouddhiste a une tendance à l'agglutinement en de larges formations musicales, alors que les deux autres mondes se limitent à une formation de chambre, voir au simple solo ou duo.
La musique régionale ou populaire est tout aussi riche avec des développements extrêmement diversifiés liés aux danses ou aux formes théâtrales. Elle est parfois également liée à une activité (batelier, tailleurs, etc.) ou une classe sociale (voire une caste).
Quel que soit le style de musique, on y retrouve toujours des mélismes incessants et des rythmes syncopés. Nulle part au monde on ne trouve de traitement aussi dense du rythme et des percussions.
Rares sont les conservatoires ou les partitions : la musique se transmet de maître à disciple, par un enseignement oral et une pratique quotidienne commencée très tôt.